# Aérea Negrot
Aérea Negrot (9 tháng 10 năm 1980 – 11 tháng 10 năm 2023) là một ca sĩ, nhạc sĩ điện tử và nhà phối âm người Venezuela. Cô sống ở Berlin, Đức. Tên của cô được lấy cảm hứng từ niềm đam mê của cô về du lịch và máy bay và sự ngưỡng mộ của cô đối với giọng nói của Toña La Negra và Olga Guillot. Âm nhạc của cô là một pastiche của Electronica, techno, cabaret và pop. Cô cũng là một phần của Hercules & Love Affair, và hát trên một số bài hát trong album thứ hai của họ Blue Songs. Album đầu tay của cô, Arabxilla (2011), được phát hành trên BPitch Control.
Bà qua đời vào ngày 11 tháng 10 năm 2023, ở tuổi 43.

## Danh sách đĩa hát

### Album
- 2011 - Arabxilla (Kiểm soát Bpitch)

### EP / đĩa đơn
- 2010 - "All I Wanna Do" (Bpitch Control) phối lại bổ sung bởi Efdemin và tobias.
- 2011 - "Thời gian đúng cơ thể" (Kiểm soát Bpitch)
- 2011 - "Đó là người yêu, tình yêu" (Bpitch Control) phối lại bổ sung bởi Villalobos, Philip Bader, Kiki, Fata Kiefer và Dance Disorder.

### Bản phối
- 2011 - Shaun J. Wright - "Mãi mãi hơn nữa" (Aérea Negrot Remix) (Mr. INTL)

### Tổng hợp
- 2004 - V.V.A.A. - FEA Versión Dosmilcuatro bao gồm LaFamiliaFeliz feat. Aérea Negrot - La Disco (Hồ sơ Sinnamon)
- 2010 - Ellen Allien - Watergate 05 bao gồm All I Wanna Do (Watergate Records)
- 2010 - V.V.A.A. - Ich Bin Ein Berliner bao gồm Ich Bin Dein Mädchen (Araknid Records)
- 2010 - V.V.A.A. - Công cụ bão hòa 4xuRODZINY bao gồm Ich Bin Dein Mädchen (Công cụ bảo vệ)
- 2011 - V.V.A.A. - Werkschau bao gồm Deutsche Werden (Kiểm soát Bpitch)
- 2011 - V.V.A.A. - Groove 132 / CD 41 bao gồm Arabxilla (Groove)
- 2011 - V.V.A.A. - Spex # 99 bao gồm Berlin (Tạp chí Spex)

### Ca từ / hợp tác
- 2009 - Massimiliano Pagliara - Sensation 9 (Bản phối gốc) (Bản ghi giờ cao điểm)
- 2010 - Hercules And Love Affair - Những bài hát màu xanh (Moshi Moshi Records)
- 2011 - tobias. - Nghiêng về phía sau (Ostgut Ton)